# 南方電視台 (拉丁美洲)
南方電視台（西班牙語：La Nueva Televisora del Sur，缩写为）是拉丁美洲的一個地面和衛星電視聯播網，由南美多国政府共同赞助，總部設於委內瑞拉加拉卡斯。其创台宗旨是促進拉美的一體化，其報導針對拉美的事件，立场偏向左派。该电视台不播出电视剧，亦不受托商业广告。
電視台的創辦人是委內瑞拉人，他創辦這個電視台是因他得知卡塔爾的半島電視台的成立十分成功，阿拉伯人有了屬於他們的電視台，而且半島電視台能有效地向國際社會反映阿拉伯人的心聲，而拉丁美洲沒有一個這樣的電視台，所以創辦了南方電視台。
截至2017年，南方電視台由委內瑞拉、古巴、厄瓜多尔、玻利維亞、尼加拉瓜和乌拉圭六國政府共同持有。

现赞助国
前赞助国

## 評價
2009年，美國眾議員康尼·麥克四世批評，南方電視台與半岛电视台的結盟為恐怖分子和「自由的其他敵人」創造一個全球性的網絡。